# イラン・イスラーム文化
イラン・イスラーム文化とは、テュルク系のセルジューク朝やモンゴル系のイル・ハン国の支配下にイスラーム教が受け入れられ、イラン系知識人によって形成された文化。代表的人物としては、セルジューク朝のウマル・ハイヤーム、イル・ハン国のラシード・アッディーンらが活躍した。